# 1976-os Formula–1 holland nagydíj
A holland nagydíj volt az 1976-os Formula–1 világbajnokság tizenkettedik futama.

## Futam
| Helyezés | #  | Versenyző                | Csapat/Motor       | Körök | Idő/Kiesés oka | Rajthely | Pontszám |
| -------- | -- | ------------------------ | ------------------ | ----- | -------------- | -------- | -------- |
| 1        | 11 | James Hunt               | McLaren-Ford       | 75    | 1:44:52,09     | 2        | 9        |
| 2        | 2  | Clay Regazzoni           | Ferrari            | 75    | + 0,92         | 5        | 6        |
| 3        | 5  | Mario Andretti           | Lotus-Ford         | 75    | + 2,09         | 6        | 4        |
| 4        | 16 | Tom Pryce                | Shadow-Ford        | 75    | + 6,94         | 3        | 3        |
| 5        | 3  | Jody Scheckter           | Tyrrell-Ford       | 75    | + 22,46        | 8        | 2        |
| 6        | 9  | Vittorio Brambilla       | March-Ford         | 75    | + 45,03        | 7        | 1        |
| 7        | 4  | Patrick Depailler        | Tyrrell-Ford       | 75    | + 56,28        | 14       |          |
| 8        | 19 | Alan Jones               | Surtees-Ford       | 74    | + 1 kör        | 16       |          |
| 9        | 12 | Jochen Mass              | McLaren-Ford       | 74    | + 1 kör        | 15       |          |
| 10       | 17 | Jean-Pierre Jarier       | Shadow-Ford        | 74    | + 1 kör        | 20       |          |
| 11       | 38 | Henri Pescarolo          | Surtees-Ford       | 74    | + 1 kör        | 22       |          |
| 12       | 25 | Rolf Stommelen           | Hesketh-Ford       | 72    | + 3 kör        | 25       |          |
| Kiesett  | 22 | Jacky Ickx               | Ensign-Ford        | 66    | Elektronika    | 11       |          |
| Kiesett  | 39 | Boy Hayje                | Team Penske-Ford   | 63    | Féltengely     | 21       |          |
| Kiesett  | 8  | Carlos Pace              | Brabham-Alfa Romeo | 53    | Olajszivárgás  | 9        |          |
| Kiesett  | 26 | Jacques Laffite          | Ligier-Matra       | 53    | Olajszivárgás  | 10       |          |
| Kiesett  | 10 | Ronnie Peterson          | March-Ford         | 52    | Olajnyomás     | 1        |          |
| Kiesett  | 24 | Harald Ertl              | Hesketh-Ford       | 49    | Kicsúszás      | 24       |          |
| Kiesett  | 28 | John Watson              | Team Penske-Ford   | 47    | Váltó          | 4        |          |
| Kiesett  | 27 | Larry Perkins            | Boro-Ford          | 44    | Baleset        | 19       |          |
| Kiesett  | 30 | Emerson Fittipaldi       | Fittipaldi-Ford    | 40    | Elektronika    | 17       |          |
| Kiesett  | 7  | Carlos Reutemann         | Brabham-Alfa Romeo | 11    | Kuplung        | 12       |          |
| Kiesett  | 6  | Gunnar Nilsson           | Lotus-Ford         | 10    | Baleset        | 13       |          |
| Kiesett  | 34 | Hans-Joachim Stuck       | March-Ford         | 9     | Motorhiba      | 26       |          |
| Kiesett  | 18 | Conny Andersson          | Surtees-Ford       | 9     | Motorhiba      | 18       |          |
| Kiesett  | 20 | Arturo Merzario          | Wolf-Williams-Ford | 5     | Baleset        | 23       |          |
| NK       | 40 | Alessandro Pesenti-Rossi | Tyrrell-Ford       |       |                |          |          |

## Statisztikák
Vezető helyen:
- Ronnie Peterson: 11 (1-11)
- James Hunt: 64 (12-75)

James Hunt 5. győzelme, Ronnie Peterson 11. pole-pozíciója, Clay Regazzoni 13. leggyorsabb köre.
- McLaren 19. győzelme.